# Ed Kea
Adrian Jozef „Ed“ Kea (* 19. Januar 1948 in Weesp, Niederlande; † 1. September 1999 in Ontario, Kanada) war ein niederländisch-kanadischer Eishockeyspieler, der in seiner aktiven Zeit von 1968 bis 1983 unter anderem für die Atlanta Flames und St. Louis Blues in der National Hockey League gespielt hat. Sein Neffe Joe Nieuwendyk war ebenfalls ein professioneller Eishockeyspieler.

## Karriere
Ed Kea begann seine Karriere als Eishockeyspieler bei den Collingwood Kings, für die er in der Saison 1968/69 in der Ontario Hockey Association aktiv war. Anschließend spielte der Verteidiger drei Jahre lang in der Eastern Hockey League für die Jersey Devils und St. Petersburg Suns. In diesem Zeitraum kam er zudem zu fünf Einsätzen für die Seattle Totems aus der Eastern Hockey League. Am 6. Oktober 1972 unterschrieb er einen Vertrag als Free Agent bei den Atlanta Flames, für die er in der Saison 1973/74 sein Debüt in der National Hockey League gab. In den ersten beiden Jahren im Franchise der Flames spielte er jedoch hauptsächlich für deren Farmteams aus der Central Hockey League, die Omaha Knights und Tulsa Oilers. Von 1974 bis 1980 stand der gebürtige Niederländer als Stammspieler für Atlanta in der NHL auf dem Eis, ehe er am 10. Oktober 1979 zusammen mit Don Laurence und einem Zweitrundenwahlrecht im NHL Entry Draft 1981 im Tausch für Garry Unger an die St. Louis Blues abgegeben wurde.
Für St. Louis spielte Kea fünf Spielzeiten lang in der NHL, ehe er aufgrund einer schweren Kopfverletzung, die er sich in einem Spiel von St. Louis’ CHL-Farmteam, den Salt Lake Golden Eagles, zuzog, im Anschluss an die Saison 1982/83 seine Karriere beenden musste. Seine Kopfverletzungen waren so schwer, dass er physische und psychische Behinderungen davontrug und fortan arbeitsunfähig war. Am 1. September 1999 ertrank der ehemalige NHL-Spieler bei einem Schwimm-Unfall an der Sommer-Residenz seiner Familie im kanadischen Ontario.

## Erfolge und Auszeichnungen
- 1974 CHL Second All-Star Team
- 1981 Charlie Conacher Humanitarian Award